# Ficus phaeobullata
Ficus phaeobullata är en mullbärsväxtart som beskrevs av Edred John Henry Corner. Ficus phaeobullata ingår i släktet fikonsläktet, och familjen mullbärsväxter. Inga underarter finns listade i Catalogue of Life.